# Pachycarpus distinctus
Pachycarpus distinctus är en oleanderväxtart. Pachycarpus distinctus ingår i släktet Pachycarpus och familjen oleanderväxter.

## Underarter
Arten delas in i följande underarter:
- P. d. chirindense
- P. d. distinctus